# 암트랙
전미 여객 철도공사(영어: National Railroad Passenger Corporation), 이하 줄여서 암트랙(영어: Amtrak)은 와이오밍과 사우스다코타를 제외한 미국 전 지역과 캐나다의 9개 도시에 여객 철도 운송업을 하는 준공영 기업으로 암트랙이란 낱말은 American과 track의 합성어로 본사는 워싱턴 D.C.에 위치해 있다.

## 개요
미국의 경우 국유 철도가 존재 했던 시대가 없었고 전 국토의 철도 네트워크는 사철 회사로 구성되었다. 제2차 세계대전 이후 항공이나 자동차 수송에 의해, 미국의 철도 여객 수송량은 감소된 결과 1960년대에 많은 철도 회사가 여객 영업의 폐지를 단행했다. 철도 여객 수송을 유지하기 위해 각 지역의 철도 회사의 여객 수송 부문을 통합한 전국 일원적인 조직으로 1971년에 설립했다.
형태는 일본 JR 여객 회사와 일본 화물철도를 역전한 형태가 되어 있기 때문에 자기 부담의 노선은 노스이스트 코리더로 불리는 보스턴과 뉴욕에서 워싱턴 D.C.과 미시간주의 일부 구간으로, 그 외의 지구에서는 각 화물 철도 회의 선로를 빌려 자기 부담의 여객 열차를 운행하는 형태가 되었다. 또한 도시권의 여객 열차의 일부의 운행 위탁을 하청받고 있다.
발족 직후에 일어난 오일 쇼크는 석유류 상승에 수반하는 차나 항공기의 연료가 증가 되면서 철도 수송에 있어서 유리했던 시기도 있지만 1980년대의 1978년에 제정된 항공 규제 완화법에 의해 미국 남서부를 중심으로 사우스 웨스트 항공이 세력을 늘리고 있으며 세계 규모의 저가 항공사의 성공과 비즈니스 모델의 확립에 의해 중장거리 도시간 노선을 중심으로 철도의 이용객을 감소하는 결과를 가져왔다. 이용이 침체했기 때문에 철도 운행 기술도 세계적으로 높다고 해도 경영 상태가 어려워 지기 시작해 미국 정부와 운행 지역의 일부의 주로부터 재정 원조로 유지하고 있다.
2001년 9·11 테러 이후 미국인의 대부분이 민간 항공기에 의한 이동을 피해 암트랙의 항공기 이외의 이동 수단을 선택했기 때문에, 일시적으로 실적은 회복을 보였지만, 2000년부터 철도 사고등 중대 사고를 빈번히 발생 하면서 그 마저 도시를 여객 철도 사업 그 자체의 폐지되고 있다. 또한 일부 역에서 대량의 쓰레기와 낙서가 빈번히 보여져 그 환경의 저하 되었고 그로 인해 여객 수요가 감소되는 등 심각한 문제를 안고 있다.

## 열차 설비와 이용자
기본적으로 지정석에서 예약을 넣을 필요가 있지만 자유석도 있다. 덧붙여 창구에서 구입할 때 신분 증명서의 제시가 필요하다.
노스이스트 코리더 및 캘리포니아주의 3개의 노선을 제외한 전 노선에 침대차와 좌석차로 구성되어 있다. 열차에 따라서는 비즈니스 석, 식당차(다이나), 라운지, 카페, 짐차, 합조차로 편성되어 있다. 또한 저소득층과 철도 동호인을 비롯해 시간에 여유가 있는 관광객과 장년층과 노년층이 많이 이용한다.
침대차의 경우 손님과 좌석차의 손님 대우의 경우 상당한 차이가 있다. 예를 들면 침대차의 샤워를 좌석차의 손님이 사용하지 못한 반면 손님이 소프트 드링크를 무제한으로 이용할 수 있으나 좌석차 손님의 경우 별도로 달러를 지불해야 한다. 그리고 좌석차 손님의 경우 베개만 제공한다.
노스이스트 코리더의 경우 암트랙의 주요 노선에 속하지만 버스와 미국 항공과 경쟁을 하고 있으며 비즈니스 승객의 획득에 힘을 쓰고 있다. 캘리포니아주 3개의 노선의 경우(캐피톨 코리더, 샌와킨스, 퍼시픽 서프라이너) 경영적으로 적자에 불구하고 폭넓은 손님층으로 일정한 승객수를 확보하고 있다. 2008년 8월 현재 무인역에서 자동 열차 안내 시스템의 도입과 캘리포니아주에서 운영하는 BART, 칼트레인 지역 교통 기관과 제휴하고 있다.
2005년 6월 10일 통계로 역수는 528개로 가장 많은 역은 뉴욕이며 연간 800만명을 이용했다.

## 운행 노선
- 2016년 1월 기준으로 암트랙은 다음과 같은 노선을 운행하고 있으며 각각의 열차에 이름을 붙이고 있다. 노스이스트 코리더와 일부 단거리 열차를 제외한 1일 1회에 주간 3번 운행하고 있다. 일부 도시의 경우 가장 인접한 역부터 버스를 운행하고 있다.

## 보유 차량
- 2016년 1월 기준으로 암트랙은 다음과 같은 차량을 보유하고 있다.

## 사건 및 사고
- 1987년 메릴랜드 철도 충돌 사고
- 1990년 백베이 철도 충돌 사고
- 빅바이뉴카누 대참사
- 팔로베르데 대참사
- 1996년 메릴랜드 철도 충돌 사고
- 1999년 일리노이 철도 충돌 사고
- 2015년 필라델피아 철도 탈선 사고
- 2015년 헬리펙스 철도 충돌 사고

## 사진

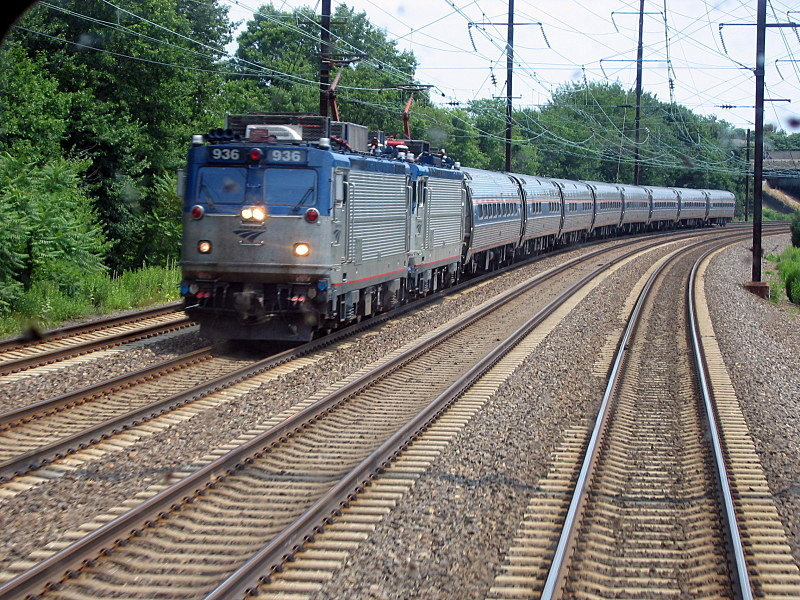
전기 기관차에 견인되는 암트랙 열차 (뉴저지 부근)
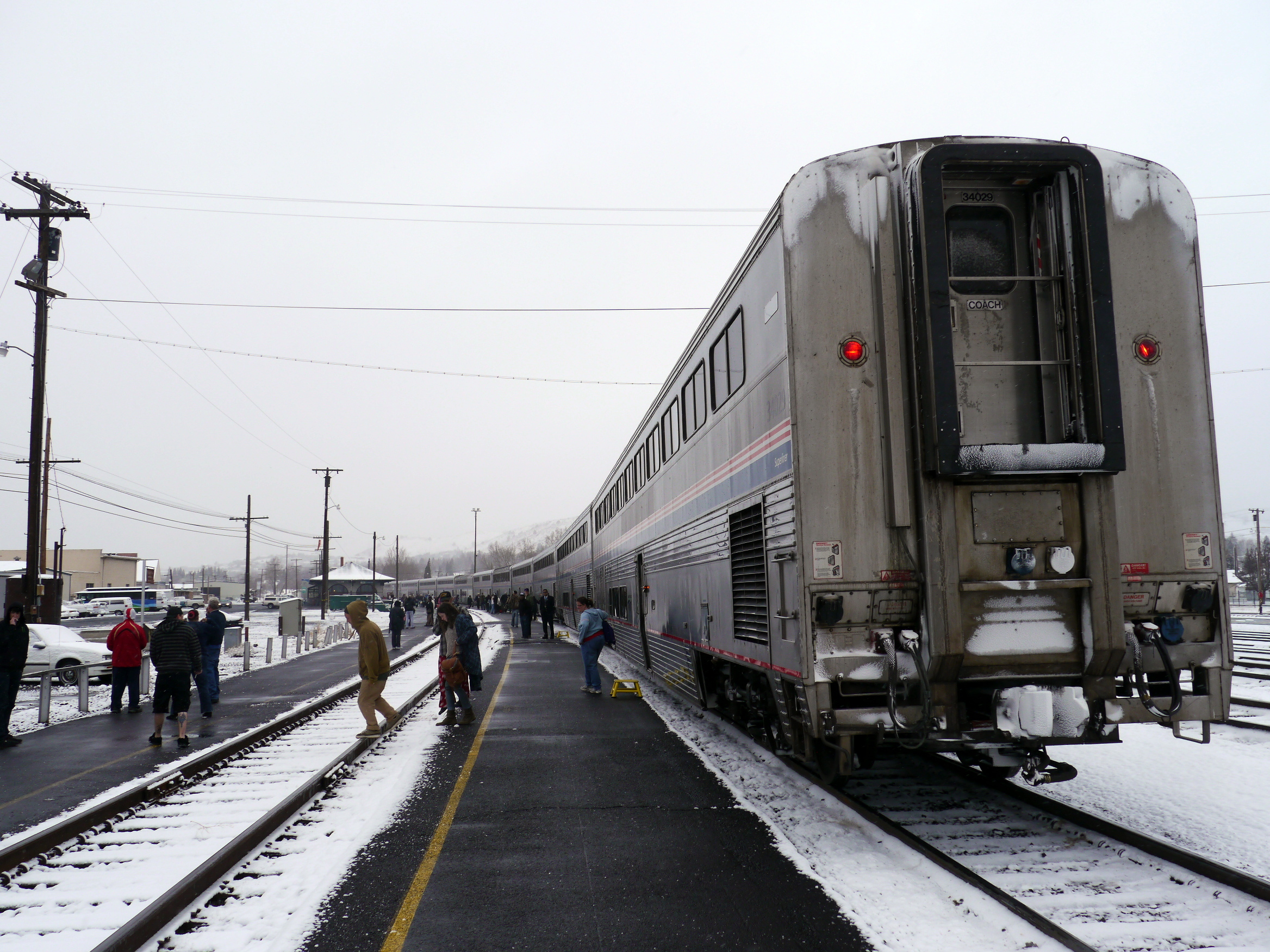
코스트 스타라이트 객차
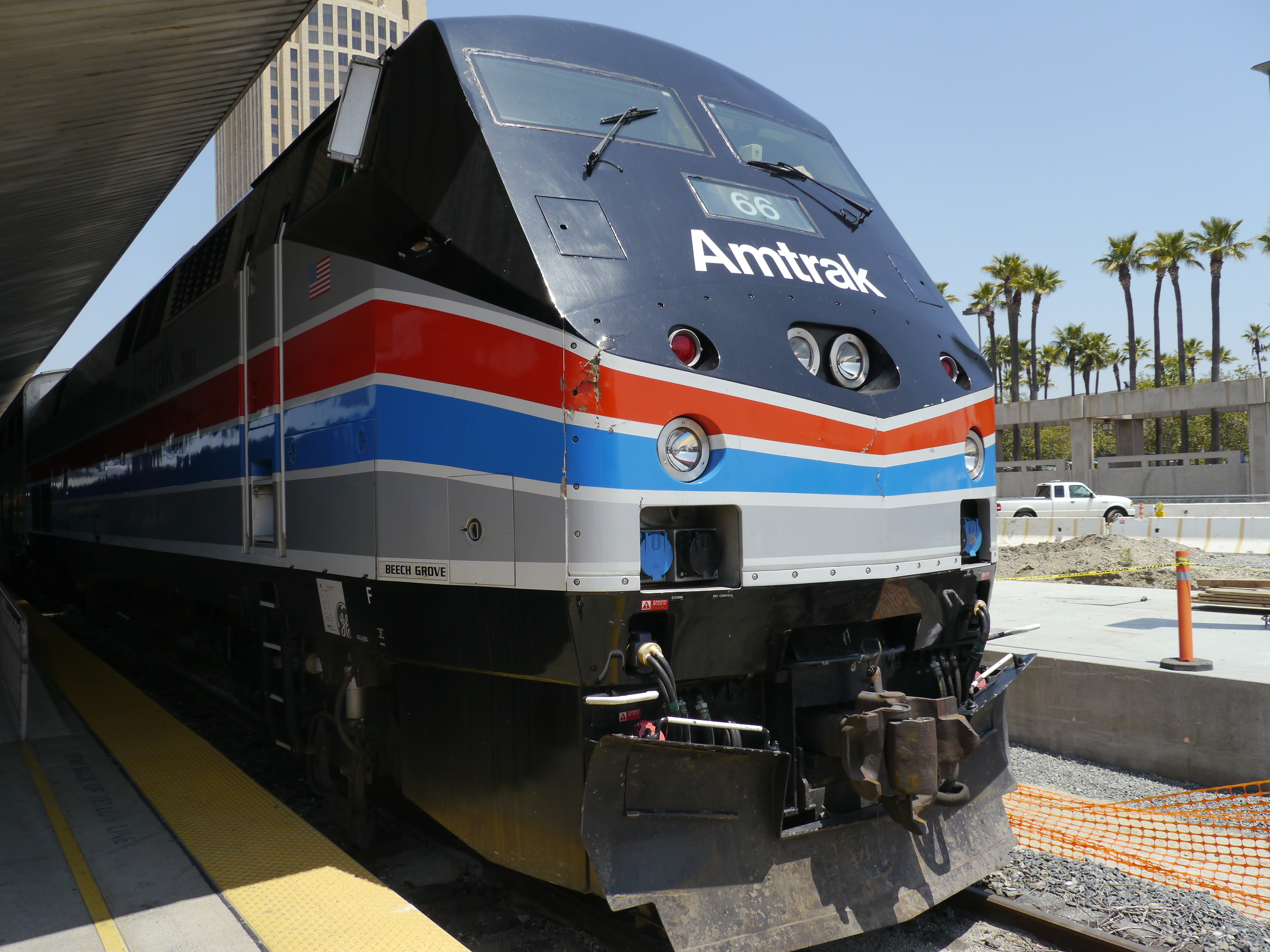
GE 제네시스 디젤 기관차
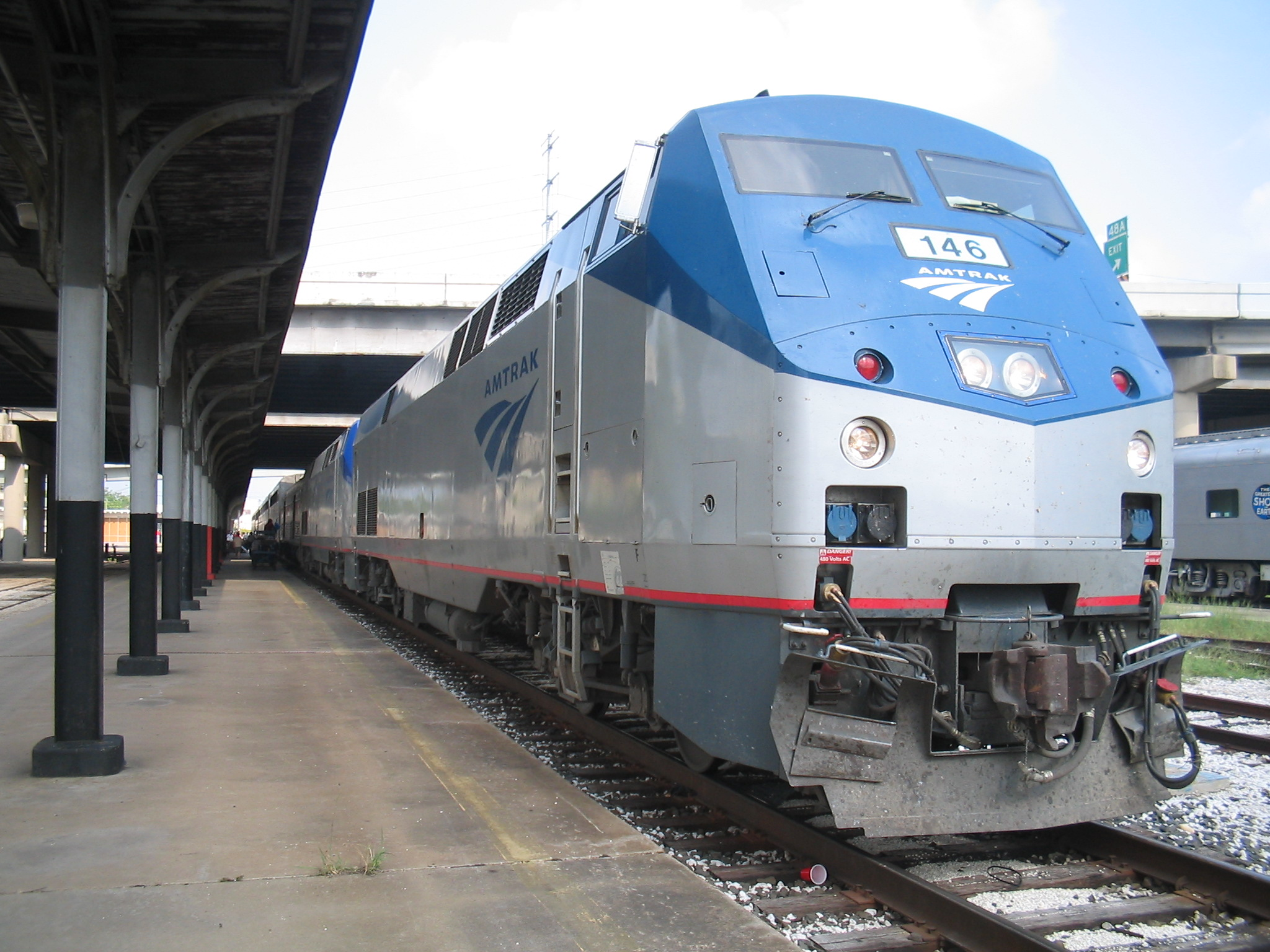
선셋 리미티드
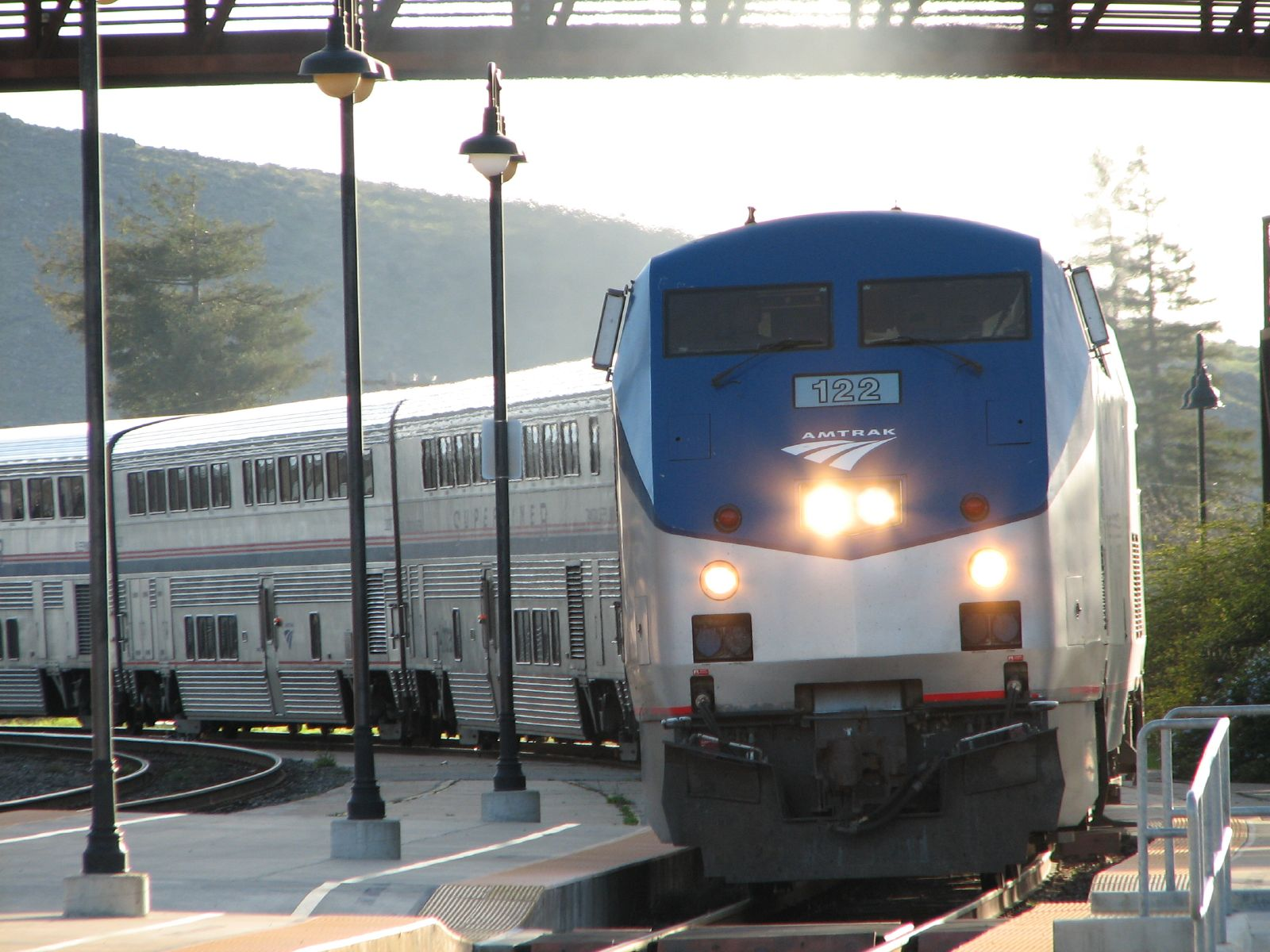
암트랙 슈퍼라이너
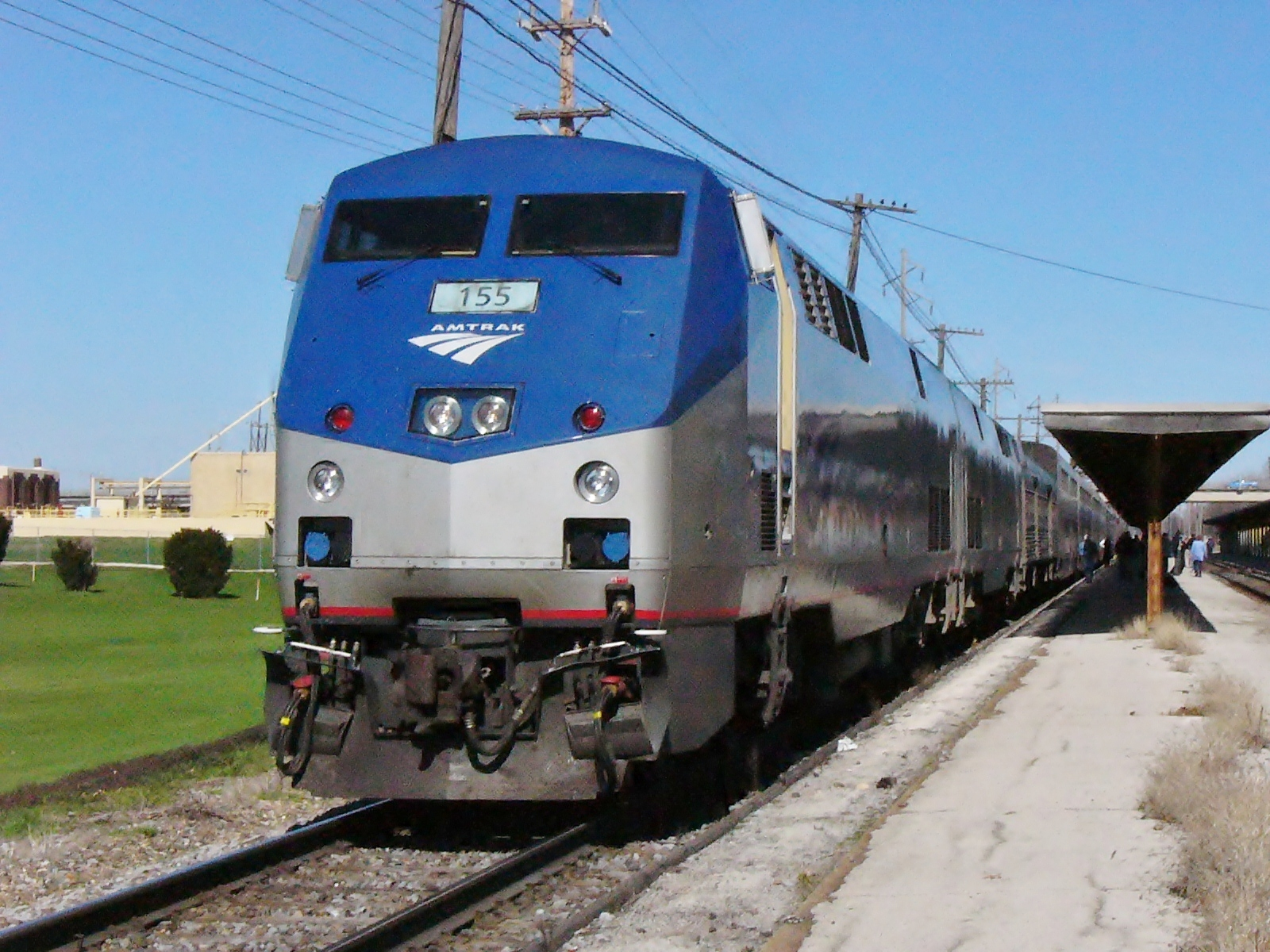
캘리포니아 제퍼
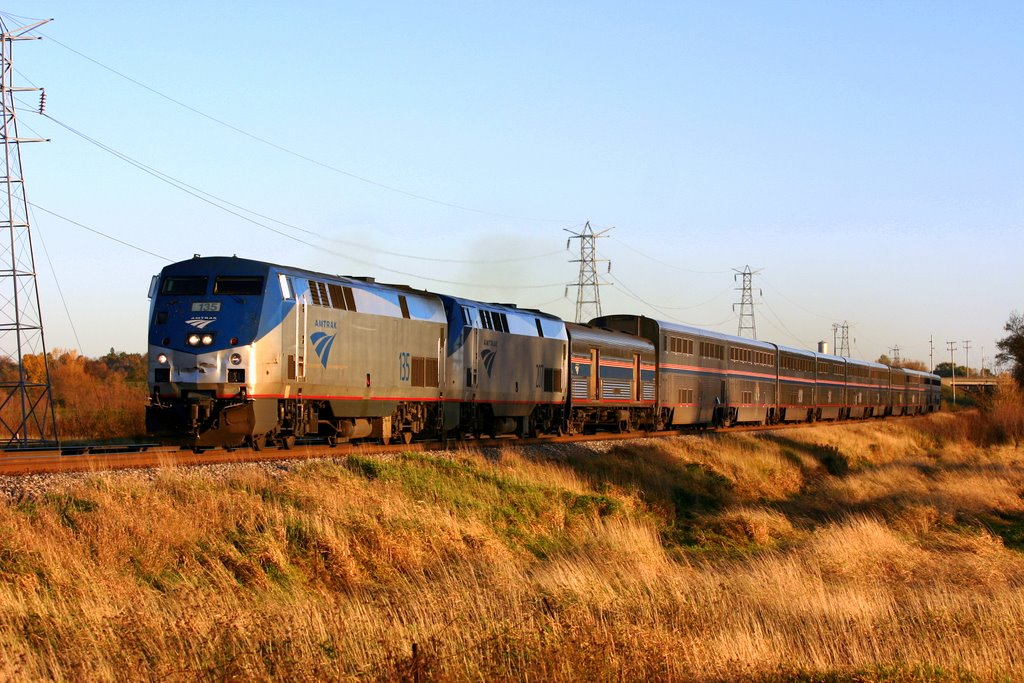
엠파이어 빌더
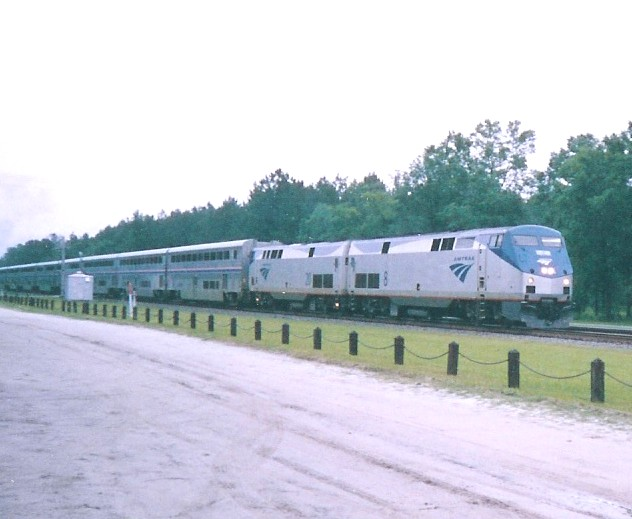
오토트레인
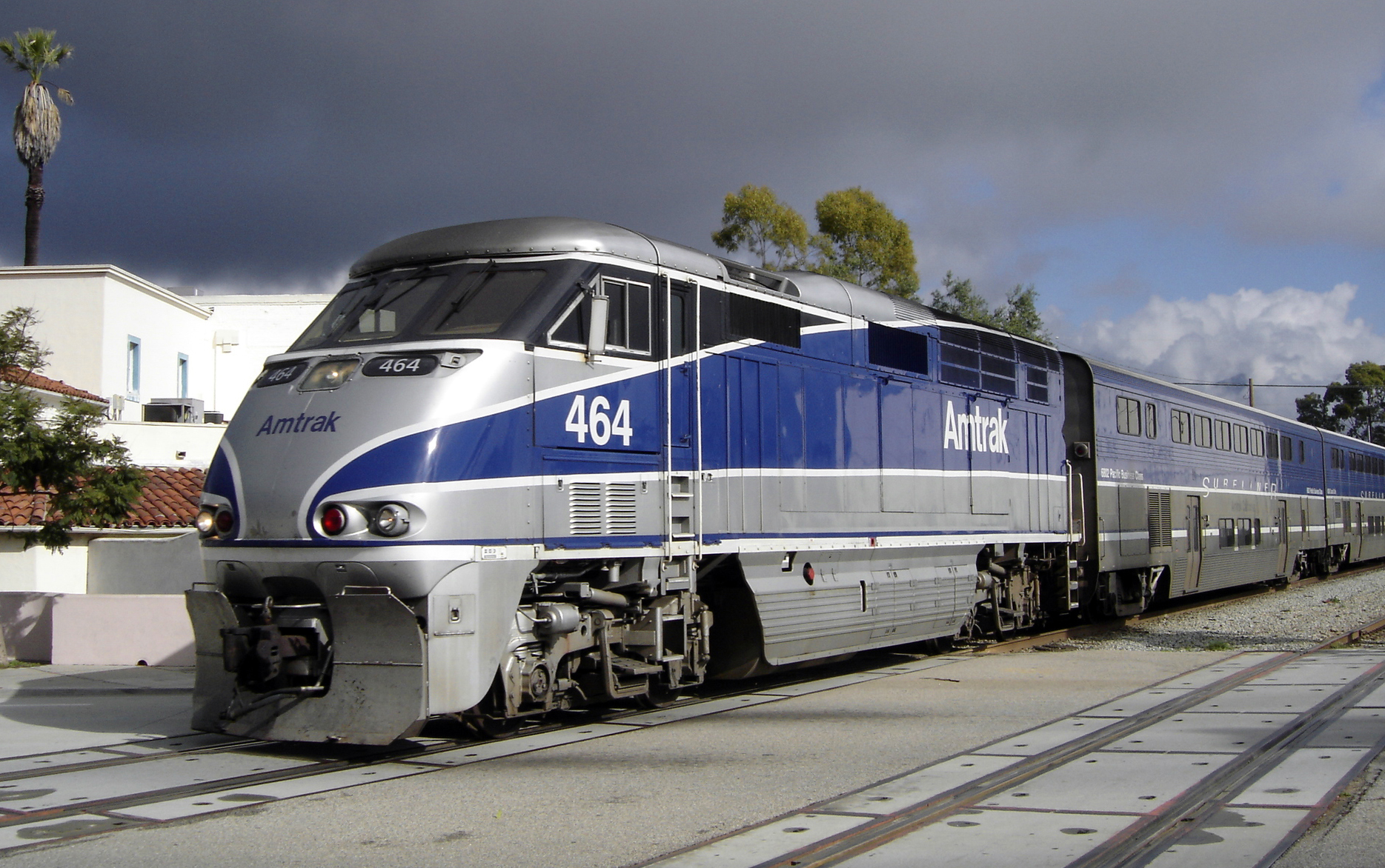
퍼시픽 서프라이너
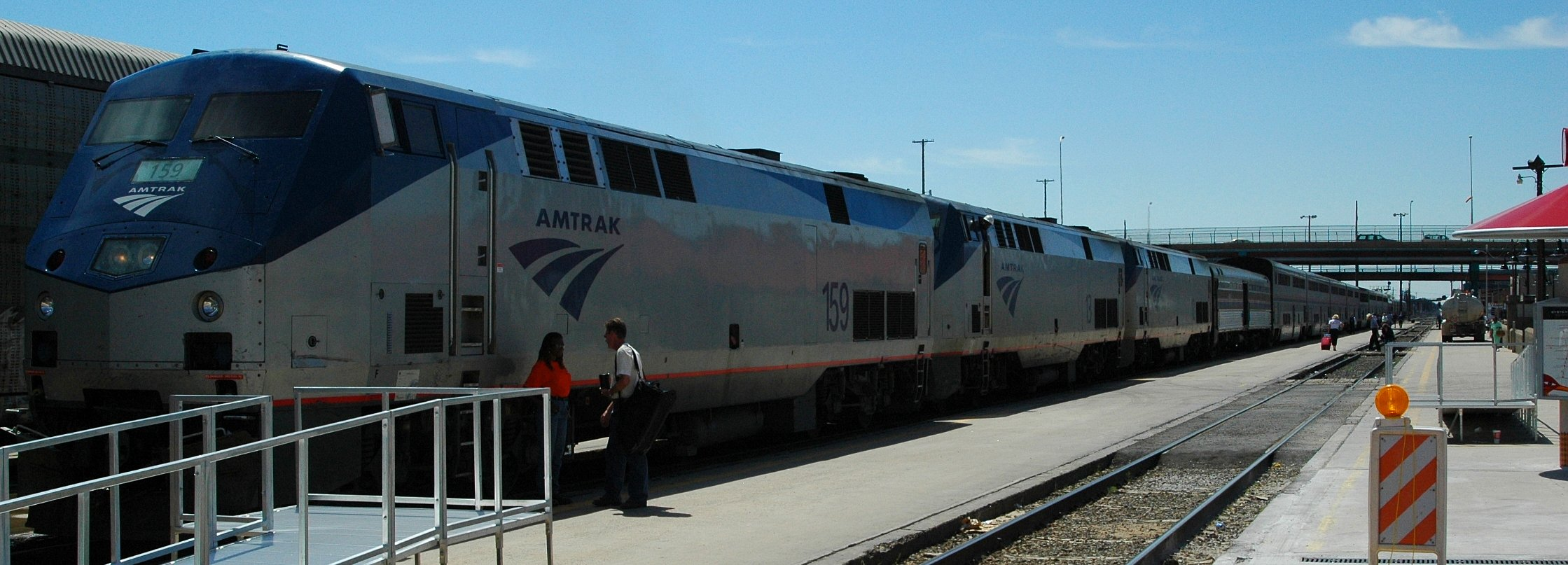
사우스웨스트 치프
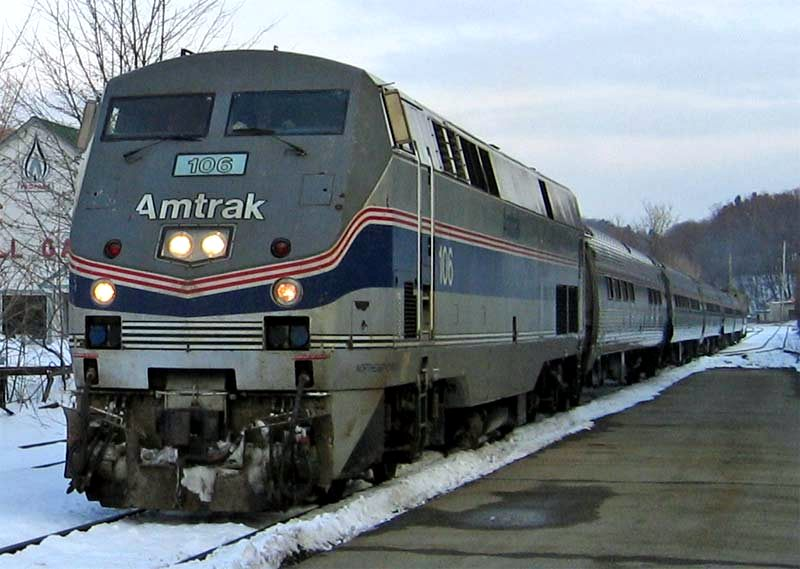
버몬터
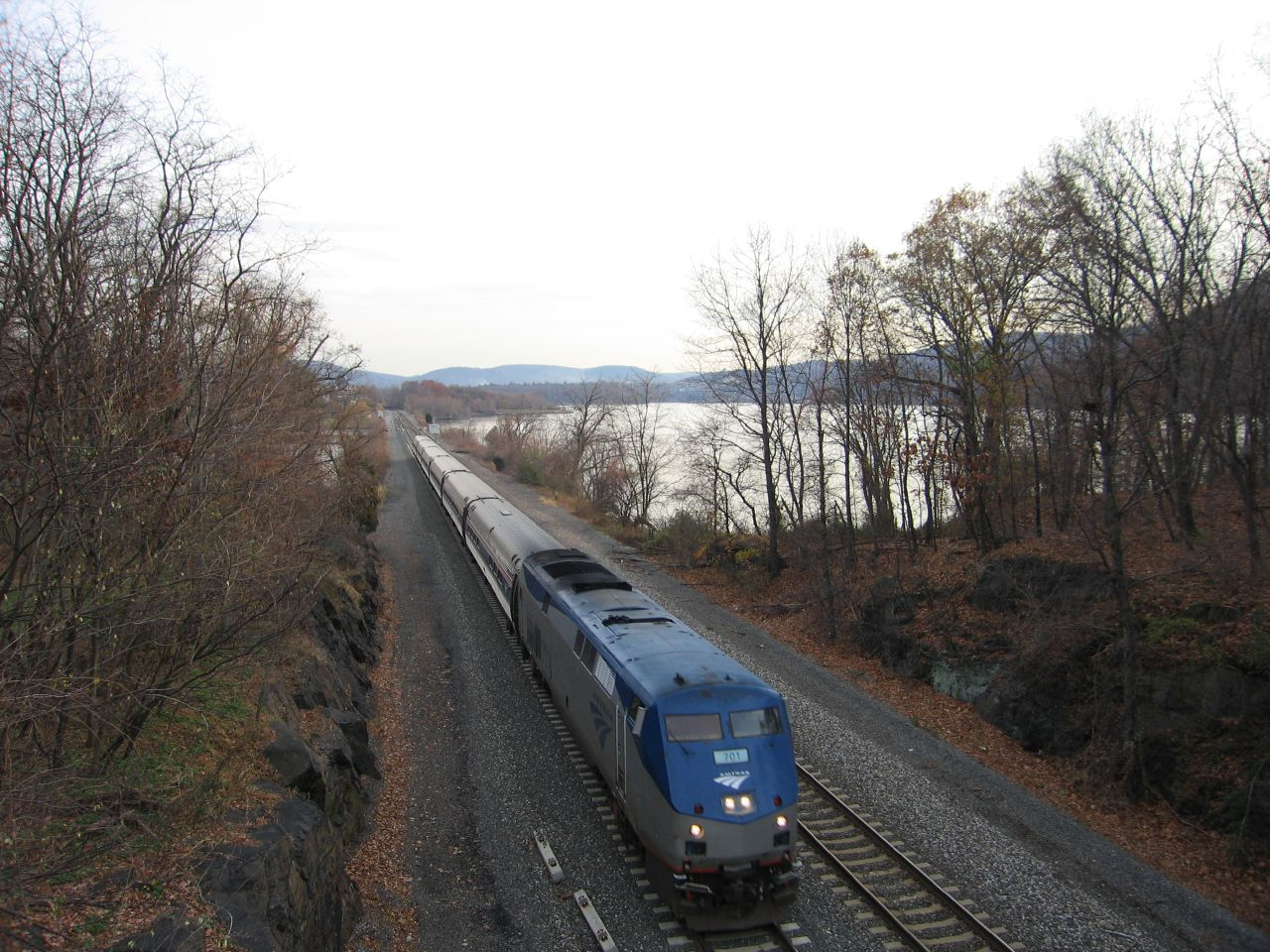
엠파이어 서비스
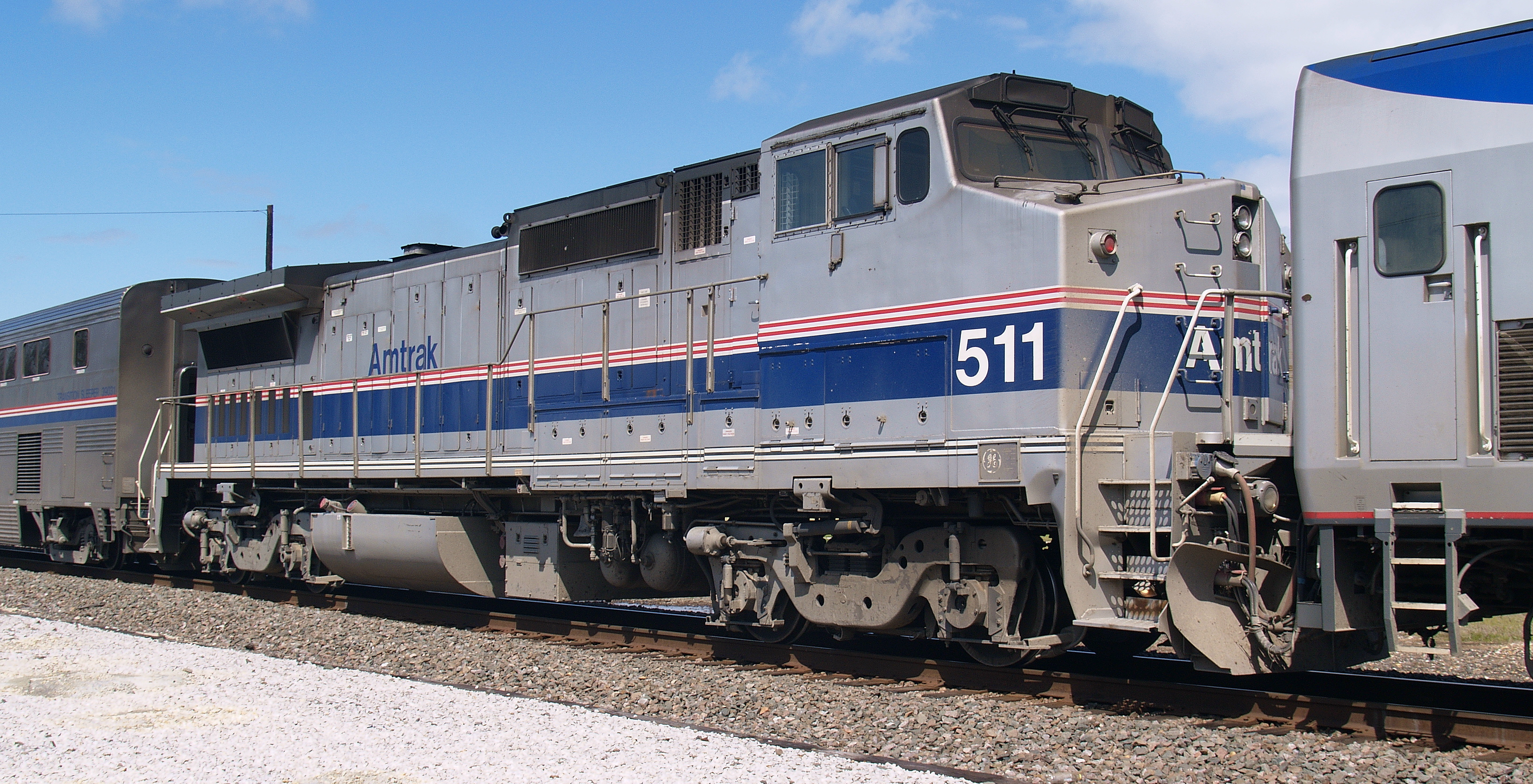
GE 대시 8-32BWH
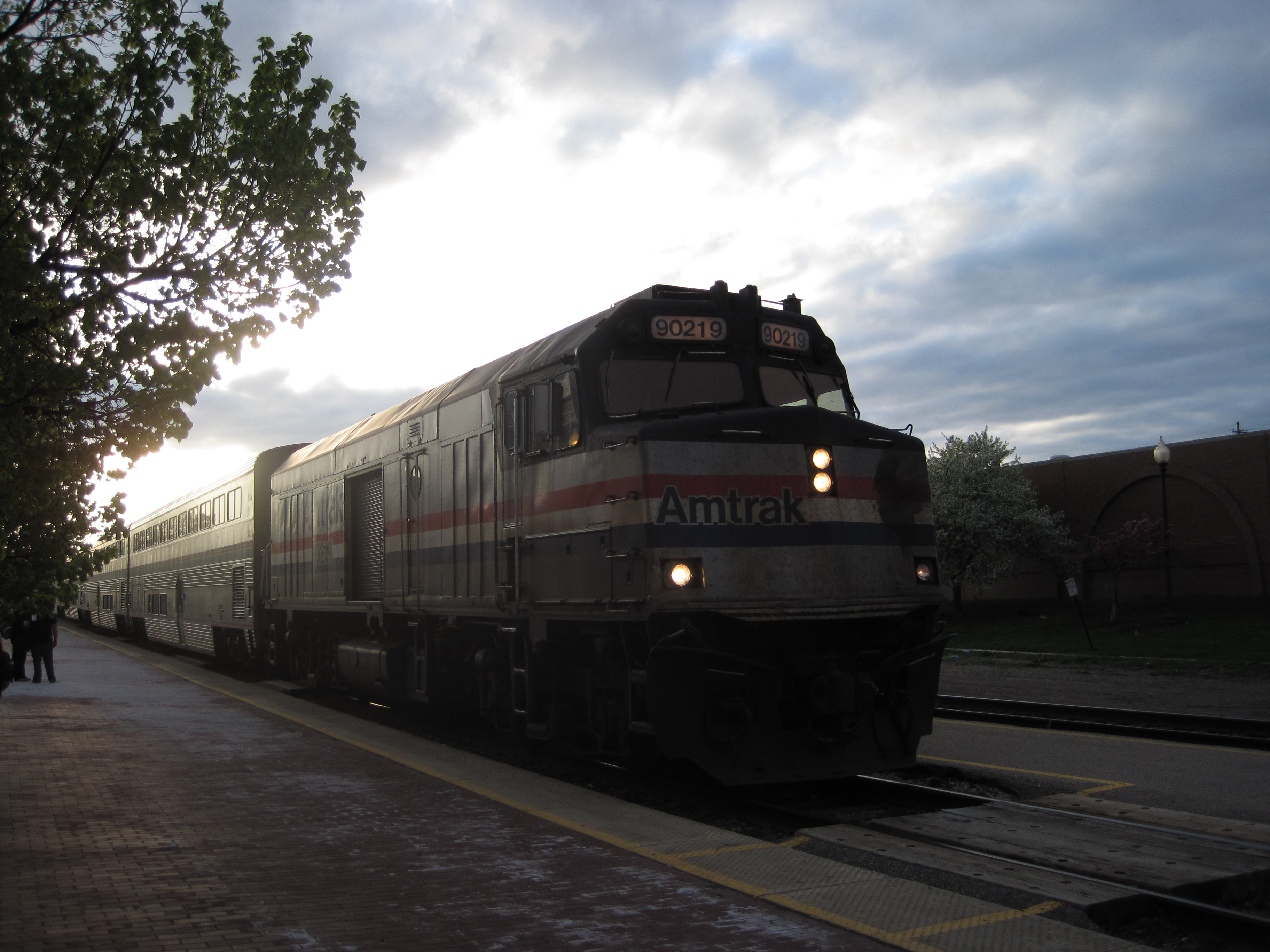
EMD F40PH
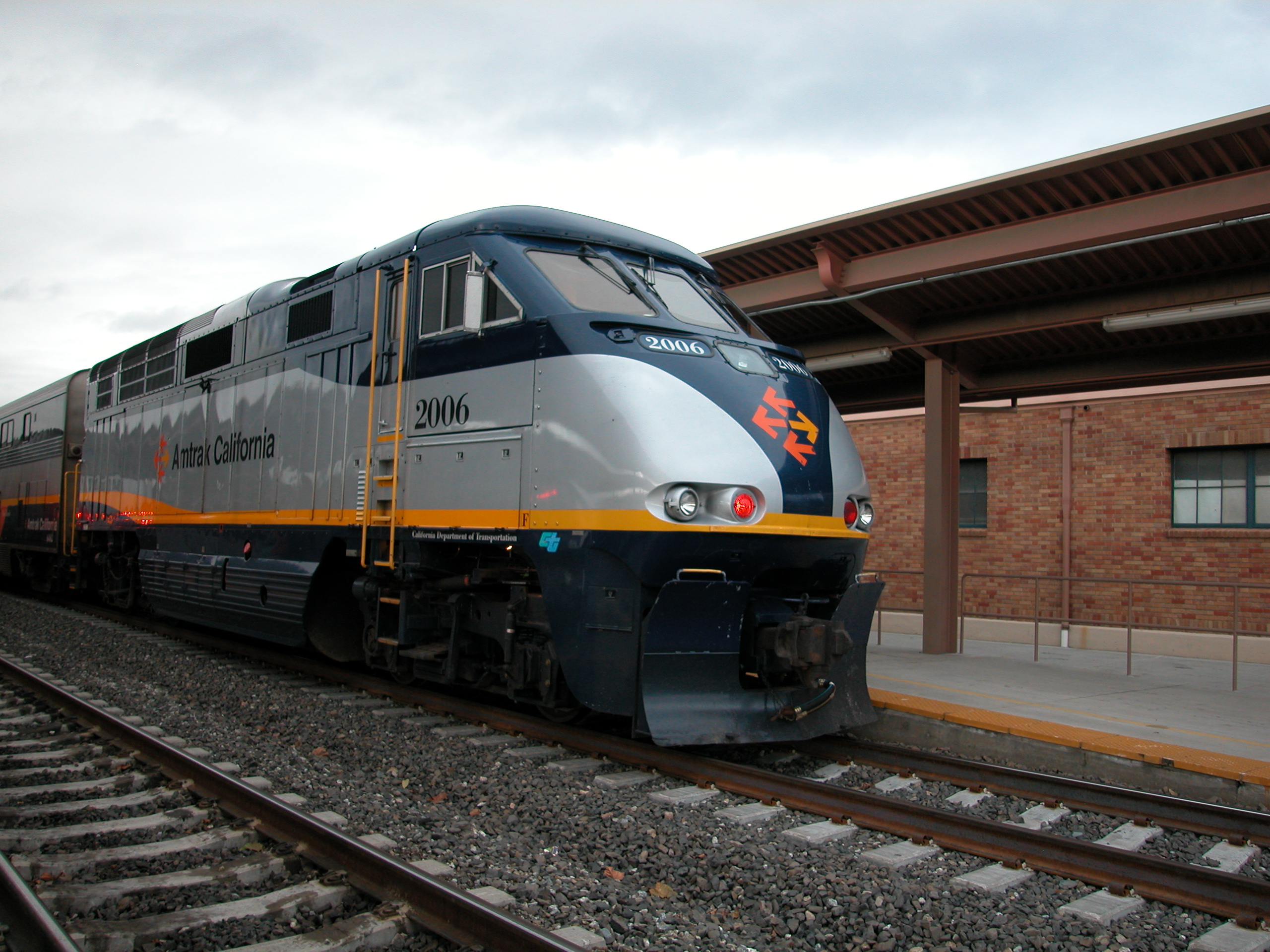
F59PHI
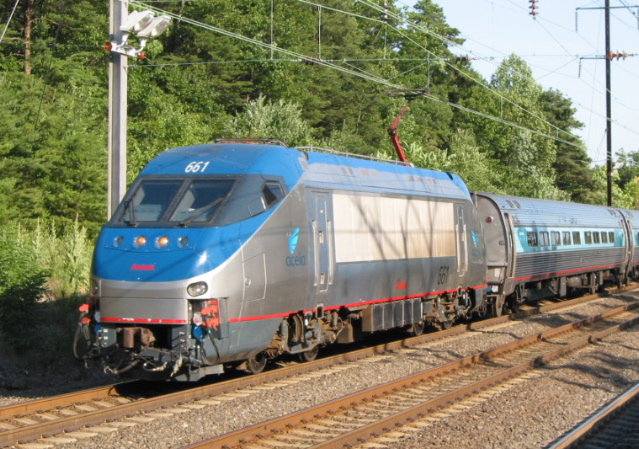
HHP-8
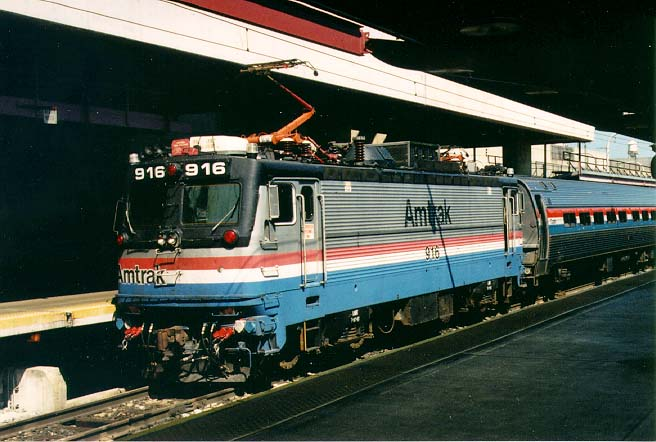
EMD AEM-7
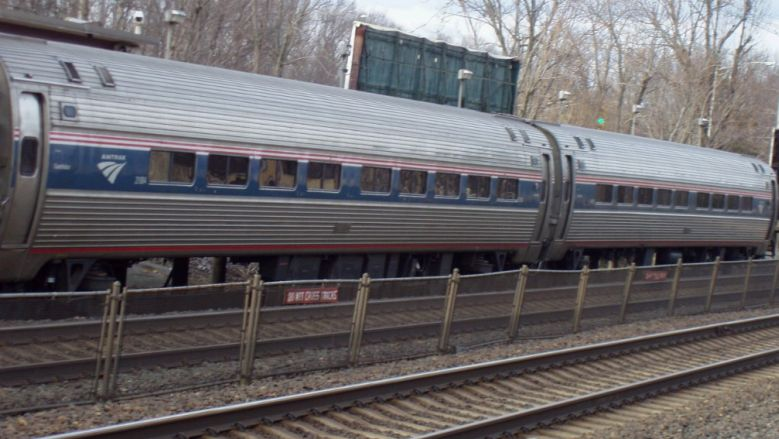
암프레이트
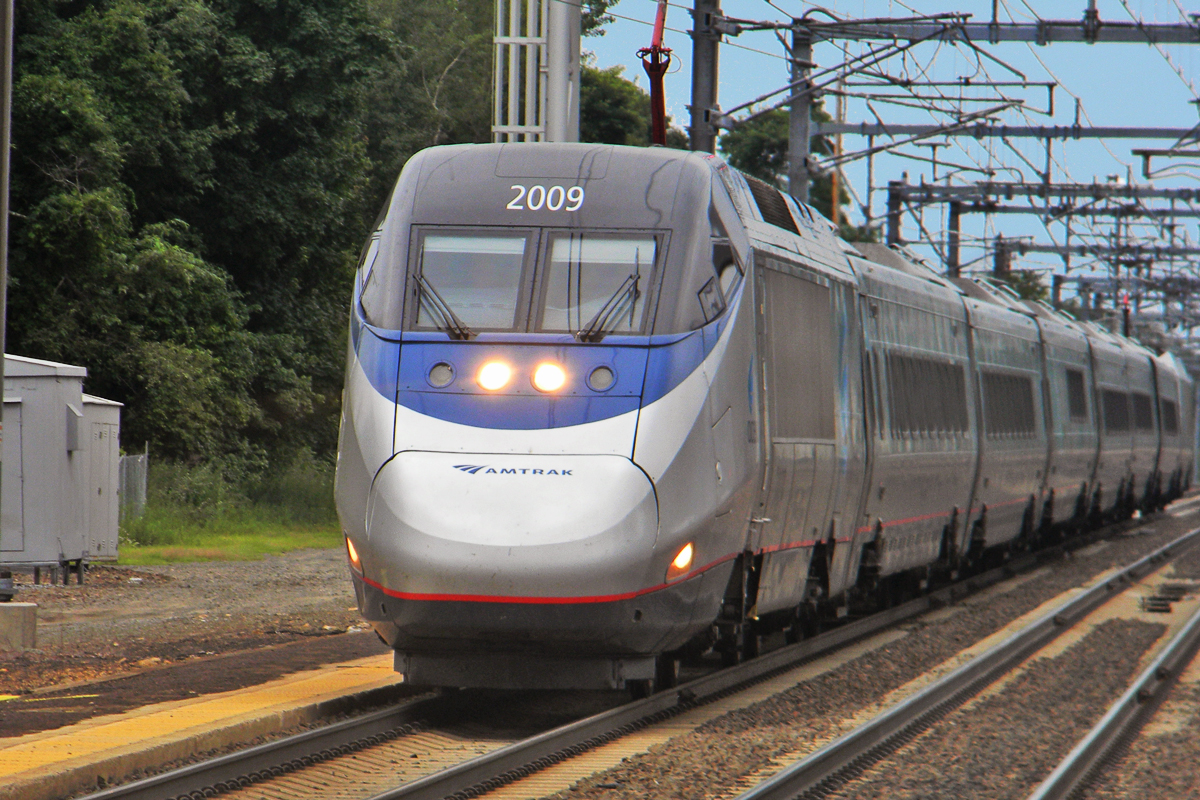
아셀라 익스프레스
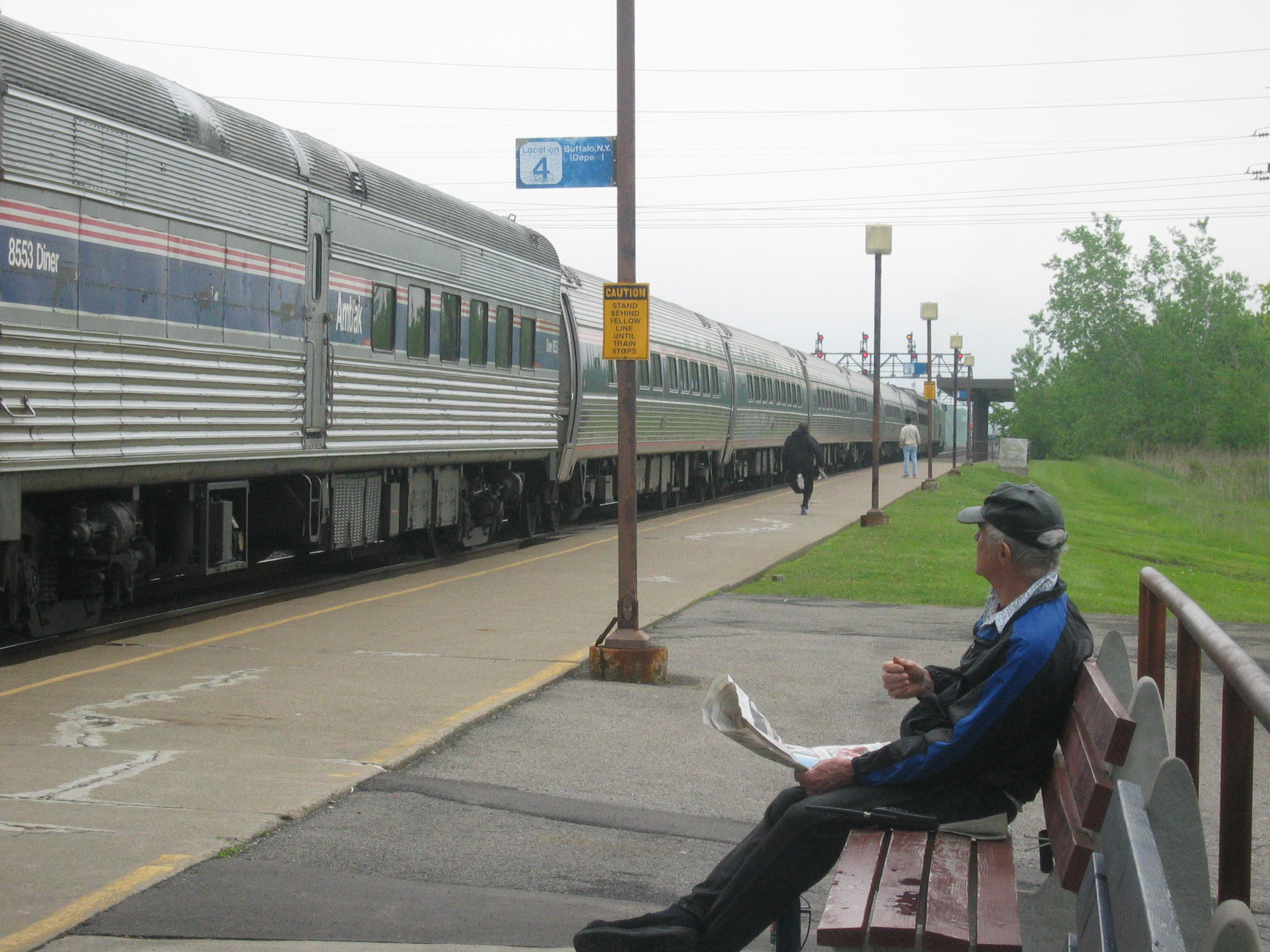
헤리티지 프레이트

## 같이 보기
- VIA 철도
- 암트랙 캘리포니아